# Maro (geslacht)
Maro is een geslacht van spinnen uit de familie hangmatspinnen (Linyphiidae).

## Soorten
De volgende soorten zijn bij het geslacht ingedeeld:
- Maro amplus Dondale & Buckle, 2001
- Maro borealis Eskov, 1991
- Maro bureensis Tanasevitch, 2006
- Maro flavescens (O. P.-Cambridge, 1873)
- Maro khabarum Tanasevitch, 2006
- Maro lautus Saito, 1984
- Maro lehtineni Saaristo, 1971
- Maro lepidus Casemir, 1961
- Maro minutus O. P.-Cambridge, 1906
- Maro nearcticus Dondale & Buckle, 2001
- Maro pansibiricus Tanasevitch, 2006
- Maro perpusillus Saito, 1984
- Maro saaristoi Eskov, 1980
- Maro sibiricus Eskov, 1980
- Maro sublestus Falconer, 1915
- Maro ussuricus Tanasevitch, 2006